# Liechtensteinische Post
Liechtensteinische Post AG – liechtensteińska firma świadcząca usługi pocztowe w Księstwie Liechtensteinu.

## Historia
Historia poczty w Liechtensteinie sięga początków XIX wieku. W 1817 roku poczta austriacka otworzyła na terenie Księstwa pierwszy punkt pocztowy w Balzers. 1 lutego 1912 roku na podstawie porozumień zawartych rok wcześniej austriacka poczta wydaje pierwszy krajowy znaczek pocztowy dla Liechtensteinu. W 1920 roku w wyniku przemian politycznych wygasa umowa pocztowa z Austrią, a 10 listopada 1920 zawarta zostaje umowa pocztowa z sąsiednią Szwajcarią, dzięki której usługi pocztowe na terenie Księstwa do już do końca XX wieku będzie świadczyła Swiss Post.
Początki niezależnej liechtensteińskiej poczty stanowią dwie ustawy uchwalone przez Landtag 18 grudnia 1998 roku. Chęć oddzielenia struktur pocztowych Księstwa od Szwajcarii była podyktowana liberalizacją systemu pocztowego w Szwajcarii i w Europie. Dwa miesiące później – 19 lutego 1999 roku oficjalnie powstała spółka akcyjna Liechtensteinische Post, w której 100% udziałów posiadał Rząd Liechtensteinu. 1 stycznia 2000 roku Poczta rozpoczęła działanie. Firma ściśle współpracowała i nadal współpracuje z pocztą szwajcarską.
W 2005 roku Rząd Liechtensteinu sprzedał 25% udziałów szwajcarskiej Swiss Post, która stała się udziałowcem mniejszościowym. W roku 2011 Liechtensteinische Post wykupiła większość udziałów w firmie DIG GmbH z Linzu, zajmującej się produkcją oprogramowania, a w 2013 w firmie Newtron AG z Drezna, jednak kolejno w latach 2015 i 2016 firma odsprzedała udziały. W 2009 roku poczta liechtensteińska nawiązała współpracę z UPS i przejęła odbiór i dostawę przesyłek kurierskich tej firmy.

## Udziałowcy
Głównym udziałowcem w Liechtensteinische Post jest Księstwo Liechtenstein, które posiada 75% udziałów. Pozostałe 25% zostało odsprzedane w 2005 roku szwajcarskiej spółce akcyjnej Swiss Post.

## Siedziba
Siedziba Liechtensteinische Post znajduje się w Schaan, niedaleko granicy ze Szwajcarią. W jej sąsiedztwie znajduje się centrum logistyczne o powierzchni około 10 000 metrów kwadratowych.

## Filie
Poczta posiada dwanaście filii na terenie Księstwa: w Balzers, w Triesen, w Triesenbergu, w Vaduz, dwie filie w Schaan, w Nendeln, w Schaanwald, w Mauren, w Eschen, w Schellenbergu i w Ruggell.

### Kody pocztowe
Liechtensteiński system pocztowy jest zintegrowany z systemem szwajcarskim. Kody składają się z czterech cyfr i zaczynają się od 94.
| Miejscowość     | Kod pocztowy | Miejscowość | Kod pocztowy |
| --------------- | ------------ | ----------- | ------------ |
| Nendeln         | 9485         | Eschen      | 9492         |
| Schaanwald      | 9486         | Mauren      | 9493         |
| Gamprin-Bendern | 9487         | Schaan      | 9494         |
| Schellenberg    | 9488         | Triesen     | 9495         |
| Schaan Log      | 9489         | Balzers     | 9496         |
| Vaduz           | 9490         | Triesenberg | 9497         |
| Ruggell         | 9491         | Planken     | 9498         |